# Megavitaminska terapija
Megavitaminska terapija je način zdravljenja, pri katerem uživamo več desetkratne količine vitaminov, kot so prehranske potrebe po teh vitaminih. Eden od promotorjev uporabe 10g količin vitamina C je bil Linus Pauling, dvakratni nobelov nagrajenec (za kemijo in za mir).